# Кадди, Дориан
Дориа́н Кадди́ (фр. Dorian Caddy; родился 20 марта 1995, Кань-сюр-Мер, Франция) — французский футболист, нападающий клуба «Ницца», на правах аренды выступающий за «Клермон».

## Клубная карьера
Воспитанник клуба «Ницца». 23 января 2016 года в матче против «Лорьяна» дебютировал в Лиге 1. Для получения игровой практики выступал в основном за дублирующую команду.